# Bye Bye Show
Bye Bye Show - Live in Osnago 7-9-12 è un DVD degli Shandon sull'ultimo live del reunion tour.

## Tracce
- Presentazione El Magnana
- Washin' Machine
- Liquido
- Startin' Line
- Deadlock
- Ruvida
- Viola
- Bad Smell
- GG is not dead
- Time
- Like I Want
- My Friend
- Heaven in Hell
- Deep
- Noir
- Legacy
- Sangue
- Drunk
- Adondo
- Revenge
- The Choice
- My Ammonia
- My Sun
- Taxi Driver
- Egostasi
- Tears for You
- Oceans
- A Knightly Forest
- PNX
- Questosichiamaska
- Janet
- Placebo Effect - Live at Vidia Club (Bonus Track)